# Radhanpur
Radhanpur ist ein Ort im indischen Bundesstaat Gujarat. Er hat etwa 40.000 Einwohner (Zensus 2011) und liegt im Verwaltungsdistrikt Patan.
Der Ort war Hauptstadt des Fürstenstaates Radhanpur. In der Stadt mündet die Hauptfernstraße NH 14 in die NH 15 ein.